# Biscuit échiquier

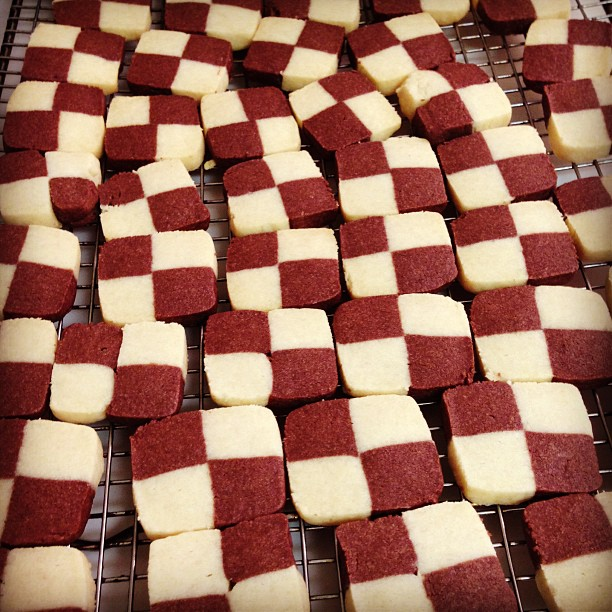
Biscuits échiquier.

Le biscuit échiquier (schackrutor) est un biscuit de forme carrée avec un motif en damier. C'est l'un des biscuits typiques de la tradition culinaire suédoise des sept sortes de biscuits,.